# Attenhofen (Aalen)
Attenhofen ist ein Teilort des Aalener Stadtbezirks Hofen im Ostalbkreis in Baden-Württemberg.

## Geschichte
Die Endung -hofen des Ortsnamens deutet darauf hin, dass der Ort in der älteren Ausbauzeit (7. bis 10. Jahrhundert) besiedelt wurde. Der Ortsname steht vermutlich für Hof des Atto.
Erste Erwähnung findet der Ort im 12. Jahrhundert. Er war seit jeher Besitz des Klosters Ellwangen und war als Lehen bei den Herren von Ahelfingen und durch Heirat seit circa 1385 bei den Herren von Woellwarth.

## Bauwerke

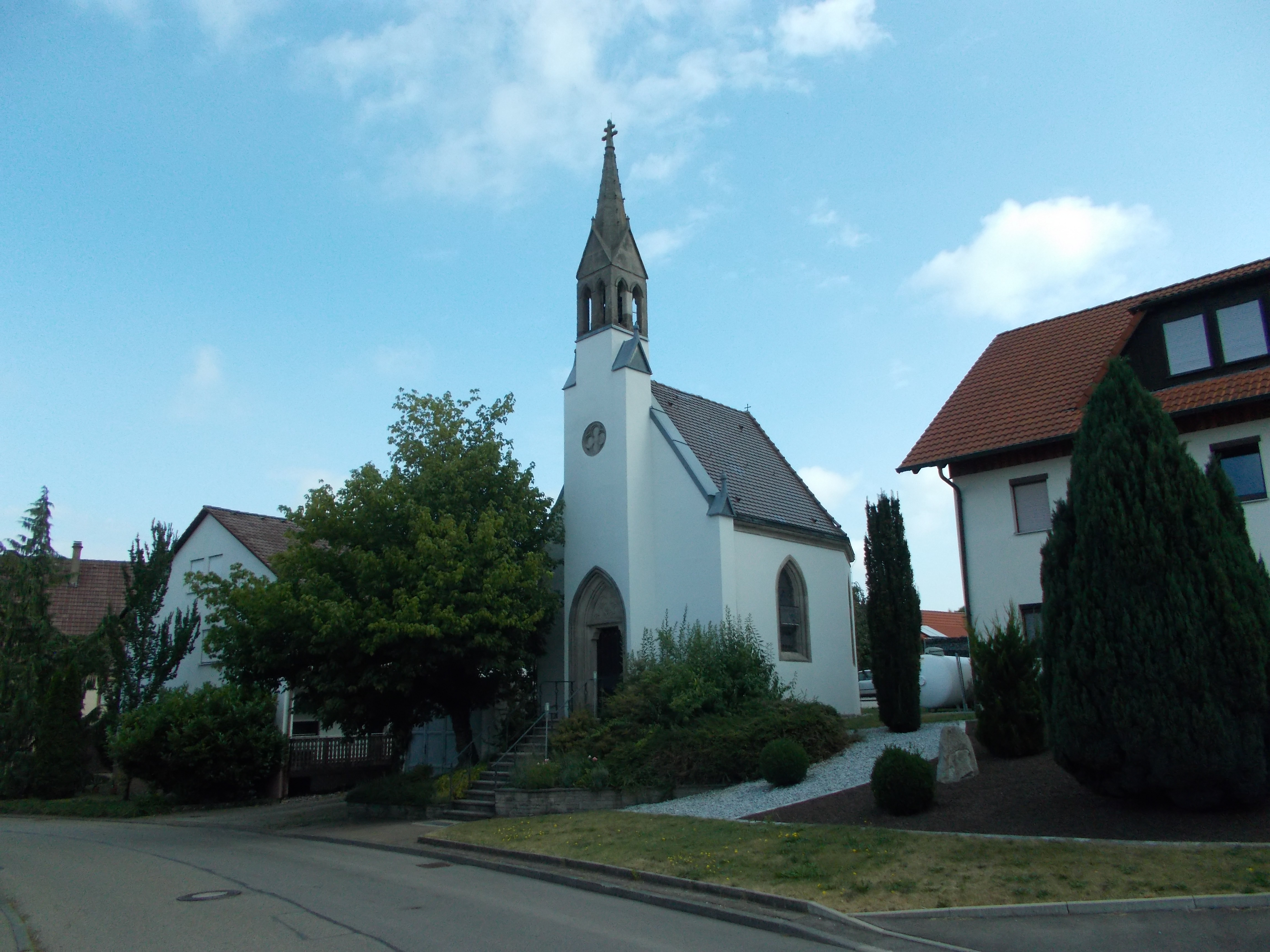
St. Josef Kapelle in Attenhofen

- Kapelle St. Josef